# Nguyễn Văn Xuân (tướng nhà Nguyễn)
Nguyễn Văn Xuân (1752 hoặc 1753-1837) là một võ tướng của nhà Nguyễn trong lịch sử Việt Nam. Ông có công trong việc củng cố biên giới phía Tây, giúp đỡ Ai Lao và chống lại cuộc xâm lược của quân Xiêm. Nguyễn Văn Xuân từng là tướng Tây Sơn, sau theo hàng chúa Nguyễn Ánh, phục vụ hai đời vua Gia Long, Minh Mạng, hơn 80 tuổi vẫn cầm quân bảo vệ biên cương, có thể so với Lý Thường Kiệt.